# Paola Capriolo
Paola Capriolo (* 1. Januar 1962 in Mailand, Italien) ist eine italienische Schriftstellerin und Übersetzerin.
Capriolo wurde als Tochter einer Malerin und eines Theaterwissenschaftlers geboren. Nach dem Abitur beginnt sie ein Studium der Philosophie, was sie jedoch nicht beendet und sich dem Schreiben widmet. Ihre Werke, die oft zwischen Realität und Phantastik changieren, thematisieren den Dualismus zwischen Kunst und Leben und die Erfahrung der (Selbst-)Entfremdung ihrer Protagonisten.
Neben ihrer schriftstellerischen Arbeit schreibt sie für das Feuilleton des Corriere della Sera und übersetzt deutsche Literatur ins Italienische.

## Werke (Auswahl)
- 1988: La Grande Eulalia (Die Frau aus Stein)
- 1989: La Nocchiero (Der Steuermann)
- 1991: Il Doppio Regno (Das doppelte Königreich)
- 1995: La Spettatrice (Die Zuschauerin)
- 1996: Um Uomo di Carattere (Ein Mann mit Charakter)

### Übersetzungen
- Thomas Mann: Der Tod in Venedig (La morte a Venice, 1991)
- Johann Wolfgang Goethe: Die Leiden des jungen Werther (I dolori del giovane Werther, 1993)
- Gottfried Keller: Romeo und Julia auf dem Dorfe (Romeo e Giulietta al villaggio, 1994)
- Johann Wolfgang Goethe: Die Wahlverwandtschaften (Le affinità elettive, 1995)
- Arthur Schnitzler: Traumnovelle (Doppio sogno, 2002)
- Franz Kafka: Das Schloss (Il castello, 2002)
- Heinrich von Kleist: Michael Kohlhaas (2003)
- Adalbert Stifter: Bunte Steine (Pietre colorate, 2005)
- Franz Kafka: Die Verwandlung (La metamorfosi, 2011)
- Franz Kafka: Der Prozess (Il Processo, 2015)

## Ehrungen
- 1988: Premio Giuseppe Berto
- 1990: Premio letterario nazionale per la donna scrittrice in Rapallo für Il Nocchiero
- 1991: Förderpreis des Bertelsmann Buchclubs
- 1992: Premio Grinzane Cavour für Il Doppio Regno
- 1998: Premio Rhegium Julii
- 2006: Premio letterario Basilicata

## Quelle
- Anette Riedel: Capriolo, Paola. In: Autorinnen Lexikon. Hrsgg. v. Ute Hechtfischer, Renate Hof, Inge Stephan und Flora Veit-Wild. Frankfurt/M. Suhrkamp 2002, ISBN 3518399187, S. 84f.

| Personendaten    | Personendaten                                  |
| ---------------- | ---------------------------------------------- |
| NAME             | Capriolo, Paola                                |
| KURZBESCHREIBUNG | italienische Schriftstellerin und Übersetzerin |
| GEBURTSDATUM     | 1. Januar 1962                                 |
| GEBURTSORT       | Mailand, Italien                               |